# Campionato mondiale militare di scherma 1975
Il Campionato mondiale militare di scherma del 1975 ("1975 World Military Fencing Championships") è stato organizzato dalla Federazione internazionale della scherma e si è svolto a Vienna in Austria dal 18 al 21 giugno.
Nel fioretto, si è aggiudicato il titolo di campione mondiale militare l'italiano Stefano Simoncelli, che ha battuto in finale il connazionale Mauro Pinelli.
Nella spada l'elvetico Daniel Giger ha battuto in finale il connazionale Guy Evéquoz, ottenendo il titolo mondiale militare maschile.
Nella sciabola l'italiano Tommaso Montano prevale sul connazionale Mario Tullio Montano.
Nel campionato mondiale militare a squadre maschili, la nazionale italiana ha prevalso nella finale del fioretto contro il Belgio, mentre la nazionale svizzera ha vinto nella spada contro la formazione austriaca, ed infine la nazionale italiana ha avuto la meglio sulla compagine tedesca nella sciabola.

## Podi

### Uomini
| Specialità  | Oro                                                              | Argento                                        | Bronzo                                    |
| Individuali |                                                                  |                                                |                                           |
| Fioretto    | Stefano Simoncelli                                               | Mauro Pinelli                                  | Francis Crahay                            |
| Spada       | Daniel Giger                                                     | Guy Evéquoz                                    | Claude Lemoigne                           |
| Sciabola    | Tommaso Montano                                                  | Mario Tullio Montano                           | Jörg Stratmann                            |
| A squadre   |                                                                  |                                                |                                           |
| Fioretto    | Italia Alessandro Carpentieri Mauro Pinelli Stefano Simoncelli - | Belgio Francis Crahay -                        | Francia Hugues Leseur Tony Zanghi -       |
| Spada       | Svizzera Guy Evéquoz Daniel Giger Christian Kauter -             | Austria Karl Heinz Müller Peter Zobl-Wessely - | Francia Claude Lemoigne -                 |
| Sciabola    | Italia Mario Tullio Montano Tommaso Montano -                    | Germania Gosser Jörg Stratmann -               | Austria Hanns Brandstätter Walter Marik - |

## Medagliere
| Pos.   | Nazione  | Oro | Argento | Bronzo | Totale |
| ------ | -------- | --- | ------- | ------ | ------ |
| 1      | Italia   | 4   | 2       | 0      | 6      |
| 2      | Svizzera | 2   | 1       | 0      | 3      |
| 3      | Germania | 0   | 1       | 1      | 2      |
| 3      | Austria  | 0   | 1       | 1      | 2      |
| 3      | Belgio   | 0   | 1       | 1      | 2      |
| 6      | Francia  | 0   | 0       | 3      | 3      |
| Totale | Totale   | 6   | 6       | 6      | 18     |